# Хмельницький деканат УГКЦ
Хмельницький деканат Кам'янець-Подільської єпархії УГКЦ — релігійна структура УГКЦ, що діє на території Хмельницької області України.

## Історія
Згідно з рішенням Синоду єпископів УГКЦ від 29 вересня 2003 року юрисдикція Тернопільсько-Зборівської єпархії УГКЦ розширилася на території міста Хмельницький та райони: Хмельницький, Віньковецький, Волочиський, Городоцький, Білогірський, Деражнянський, Дунаєвецький, Ізяславський, Кам'янець-Подільський, Красилівський, Летичівський, Новоушицький, Полонський, Славутський, Старокостянтинівський, Старосинявський, Теофіпольський, Чемеровецький, Шепетівський, Ярмолинецький.

## Декани
- о. Іван Данкевич.

## Парафії деканату
| Парафії                                  | Населені пункти     | Світлини |
| ---------------------------------------- | ------------------- | -------- |
| Преображення Господнього                 | смт Війтівці        |          |
| Пресвятої Трійці                         | смт Вовковинці      |          |
| Різдва Пресвятої Богородиці              | м. Волочиськ        |          |
| Різдва Пресвятої Богородиці              | с. Глібки           |          |
| Святого Миколая                          | с. Говори           |          |
| Святого Чуда Архистратига Михаїла        | с. Гринівці Польові |          |
| Святого Володимира Великого              | с. Деражня          |          |
| Покрови Пресвятої Богородиці             | с. Згарок           |          |
| Святого Володимира Великого              | с. Красилів         |          |
| Святого Великомученика Юрія Переможця    | с. Кайтанівка       |          |
| Святих Володимира і Ольги                | с. Лозова           |          |
| Успіння Пресвятої Богородиці             | с. Маначин          |          |
| Святого Апостола Івана Богослова         | м. Нетішин          |          |
| Успіння Пресвятої Богородиці             | м. Полонне          |          |
| Святих Верховних Апостолів Петра і Павла | м. Славута          |          |
| Святого Апостола Луки                    | с. Ставчинці        |          |
| Святої Рівноапостольної княгині Ольги    | м. Старокостянтинів |          |
| Різдва Пресвятої Богородиці              | м. Хмельницький     |          |
| Пресвятої Трійці                         | м. Хмельницький     |          |
| Всіх святих українського народу          | м. Хмельницький     |          |
| Святого Архистратига Михаїла             | м. Хмельницький     |          |
| Святих Бориса і Гліба                    | м. Шепетівка        |          |